# Eocosmoecus schmidi
Eocosmoecus schmidi är en nattsländeart som först beskrevs av Wiggins 1975.  Eocosmoecus schmidi ingår i släktet Eocosmoecus och familjen husmasknattsländor. Inga underarter finns listade i Catalogue of Life.